# 脇田玲
脇田 玲（わきた あきら、1974年 - ）は、日本の計算機科学者、現代美術家。慶應義塾大学環境情報学部教授、前学部長。

## 人物
略歴
東京都出身。慶應義塾大学環境情報学部(通称:SFC)卒業後、大学院で3次元CADの研究を続けながら、ベンチャー企業にて研究開発と標準化活動に携わる。博士号取得後、ウェブデザイン会社を経て、フリーランスとして活動。2004年に母校SFCに専任講師として赴任し、デザイン言語科目群のカリキュラムを統括した。2019-2021年、同学学部長を務めた。
作家活動
アート&サイエンスをキーワードに、流体力学や熱力学のモデルに基づく独自ソフトウェアを開発し、科学と美術を横断する映像表現に注力している。これまでにアルス・エレクトロニカ、WROアートセンター、文化庁メディア芸術祭、SIGGRAPH、日本科学未来館などで展示。2016年から音楽家の小室哲哉とコラボレーションを開始。アルス・エレクトロニカで発表した8Kのインスタレーション、MUTEK/RedBull Musick Festivalでのライブパフォーマンスが注目を集めた。
教育活動
SFCの研究室ではシミュレーションとビジュアライゼーションを中心に美的感性とコンピュテーション双方の知見に根ざした研究・表現活動に一貫して取り組んでおり、デザインの世界を中心に多くの人材を輩出している。SCI-Arc (Southern California Institute of Architecture) 東京スタジオでは先端レクチャーを担当し、合同ワークショップを企画するなど、海外の研究者や学生との交流を続けている。

## 著書
- 『Access to Materials -デザイン/アート/建築のためのマテリアルコンピューティング入門』（ビー・エヌ・エヌ新社、2013年）

- 『x‐DESIGN 未来をプロトタイピングするために』（慶應義塾大学出版会、2013年）
- 『Matter in the Floating World』（Princeton Architectural Press, 2011）
- 『MODELS = 建築模型の博物都市』（東京大学出版会、2010年）
- 『デザイン言語入門 モノと情報を結ぶデザインのために知っておきたいこと』（慶應義塾大学出版会、2009年）
- 『デザイン言語2.0 インタラクションの思考法』（慶應義塾大学出版会、2006年）